# گیرنده ایمیدازولین
گیرنده‌های ایمیدازولین گیرنده‌های اولیه ای هستند که کلونیدین و سایر ایمیدازولین‌ها روی آن‌ها اثر می‌گذارند. سه دسته اصلی از گیرنده‌های ایمیدازولین وجود دارد: I1 در مهار سیستم عصبی سمپاتیک برای کاهش فشار خون نقش دارد، I2 هنوز عملکردهای نامشخصی دارد اما در چندین شرایط روانپزشکی نقش دارد، و I3 ترشح انسولین را تنظیم می‌کند.